# Wilhelm von Bonin (général)
Pour les articles homonymes, voir Bonin.
Ne doit pas être confondu avec Wilhelm von Bonin (homme politique).
Friedrich Wilhelm Ludwig Fürchtegott von Bonin (né le 14 novembre 1824 à Cologne et mort le 11 octobre 1885 à Dresde) est un lieutenant général prussien.

## Biographie

### Origine
Wilhelm est issu de la noble famille von Bonin et est le fils du général d'infanterie prussien et ministre de la Guerre Eduard von Bonin (1793-1865) et de son épouse Sophie Mathilde, née Dequer de Jouy (1800-1869).

### Carrière militaire
Après avoir obtenu son diplôme d'études secondaires à Berlin, Bonin s'engage le 27 juillet 1841 comme fusilier dans le 1er régiment à pied de la Garde de l'armée prussienne, est promu Portepeefähnrich en janvier 1842 et sous-lieutenant le 21 juillet 1842. En tant que tel, il est commandé à la section d'école du bataillon d'instruction de l'infanterie d'avril 1845 à fin juillet 1848. À partir du 22 mars 1849, il sert comme aide de camp de son père, qui détient alors le commandement suprême dans le Schleswig et du Holstein. En conséquence, il prend part au siège de Fredericia et aux batailles de Kolding, Atzboell, Gravenstein et Gudsoe pendant la guerre contre le Danemark.
Promu premier-lieutenant, Bonin est muté le 13 juillet 1852 au 6e bataillon de chasseurs à pied (de) à Breslau, puis l'année suivante au 5e bataillon de chasseurs à pied (de) à Düsseldorf. Il y est promu capitaine le 13 juin 1857 et nommé commandant de compagnie le 7 décembre 1858. Le 23 février 1861, il fut transféré au 67e régiment d'infanterie à Quedlinbourg et commandé en tant qu'adjudant auprès du commandement général du 7e corps d'armée. Tout en restant dans cette position, Bonin est transféré le 18 décembre 1862 au 40e régiment de fusiliers à Trèves et promu major le 17 mars 1863. Pour la durée de la mobilité, Bonin est affecté à partir du 15 décembre 1863 au commandement général mobile dans le Schleswig-Holstein. Il y combat à nouveau contre le Danemark et participe à la prise du Düppel et aux escarmouches de Missunde, Wielhoi et Rackebüll. Après l'armistice, Bonin fut nommé le 9 juin 1864 commandant du bataillon de fusiliers du 11e régiment de grenadiers à Flensbourg.
Bonin commande ses fusiliers pendant la guerre austro-prussienne, d'abord à la bataille de Langensalza contre les Hanovriens, puis contre l'Autriche pendant la campagne du Main. Promu lieutenant-colonel le 31 décembre 1866, Bonin est nommé commandant du 31e régiment d'infanterie à Erfurt le 14 juillet 1870 et est promu colonel à ce poste peu après, le 26 juillet. Avec le régiment, Bonin combat pendant la guerre franco-prussienne à Beaumont, est décoré de la croix de fer de IIe classe pour Sedan et participa au siège de Paris et aux batailles de Pierrefitte et d'Epinay. Avant la fin de la guerre, il est décoré de la Croix de fer de 1re classe le 8 avril 1871.
Au 14ème. Février 1874 Bonin est mis à la suite du régiment et nommé commandant de la 55e brigade d'infanterie à Karlsruhe, où il reçoit sa promotion au grade de général de division le 2 mai 1874. Avec l'attribution de l'ordre de l'Aigle rouge de 2e classe avec feuilles de chêne et épées sur l'anneau, Bonin est mis à disposition le 10 février 1877 avec pension. Il reçoit le 3 juillet 1880 le caractère de lieutenant-général.
Bonin passe la fin de sa vie à Dresde, où il meurt le 11 octobre 1885 sans être marié.